# تشانغ بين
تشانغ بين هي لاعبة هوكي الجليد صينية، ولدت في 22 يوليو 1985.

## وصلات خارجية
- تشانغ بين على موقع EliteProspects.com (الإنجليزية)
- تشانغ بين على موقع أوليمبيديا (الإنجليزية)
- تشانغ بين على موقع اللجنة الأولمبية الصينية (الإنجليزية)